# Seguridad social en Australia

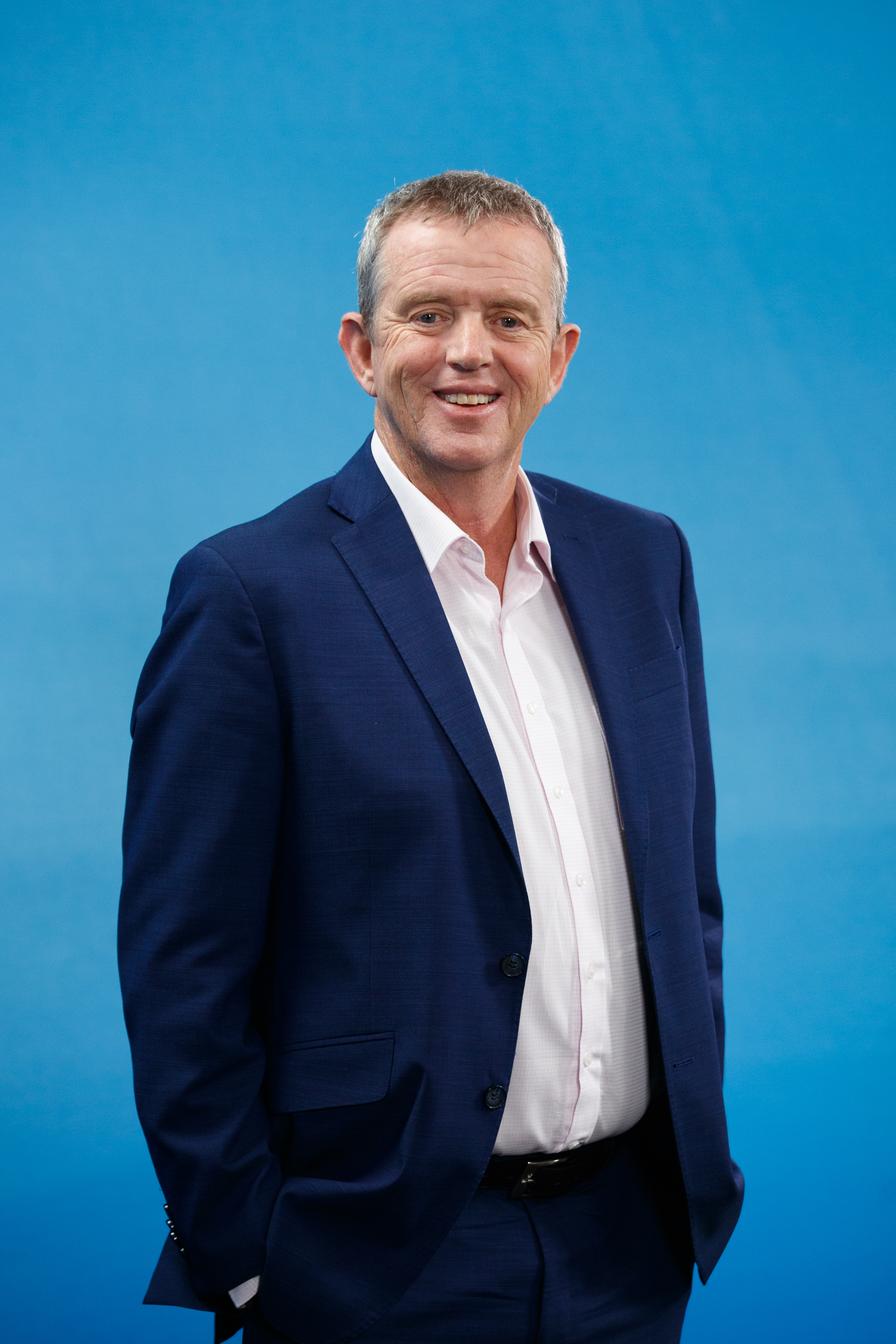
Clero de Australia, Bienestar en Australia

En Australia, los beneficios de la seguridad social se basan en el sistema de impuesto al ingreso. No existe seguro de empleo obligatorio, en cambio, los beneficios se incluyen en el Presupuesto Federal Anual por el Tesoro Nacional y se administran y distribuyen a través de la nación por Centrelink. Las tasas de los beneficios se fijan al Índice de Precios al Consumidor y se ajustan cada dos años de acuerdo con la inflación o la deflación.

## Bonos de desempleo
Hay dos tipos de pagos disponibles para aquellos que sufren desempleo Youth Allowance y Newstart Allowance.

### Youth Allowance
El primer tipo de ayuda, llamado Youth Allowance (o Bono de Juventud en español), es un bono que se le paga a las personas entre los 16 y los 20 años de edad (o 15 si es declarado persona independiente por Centrelink). El bono de Juventud también se paga a los estudiantes con edades entre 16 y 24 años y los trabajadores con pasantía de aprendizaje entre las edades de 16 y 24 años. A las personas menores de 18 años que no han completado la secundaria generalmente se les exige que estén enrolados de tiempo completo en una institución educativa o llevando a cabo una pasantía de aprendizaje o capacitación como condición para recibir el Bono de Juventud. Para aquellas personas menores de 18 años que viven con sus padres el pago básico semanal es de AUD$91.60. Para los jóvenes entre 18 y 20 años de edad este pago se incrementa a AUD$110.35 a la semana si vive con los padres o hasta AUD$167,35 si son independientes.

### Newstart Allowance
Hay un segundo tipo de pago llamado Newstart Allowance (Bono para un Comienzo Nuevo) y se paga a las personas desempleadas que tengan entre 21 años y edad de pensión. Para obtener este bono la persona tiene que ser desempleada y estar lista para firmar con Centrelink un Acuerdo de Actividades mediante el cual se compromete a llevar a cabo ciertas actividades para aumentar las oportunidades de obtener empleo. Otras condiciones para recibir este pago son: ser residente australiano, pasar el examen de ingresos (el cual se aprueba si el ingreso semanal del solicitante es menor de AUD$32 valor por el cual el bono se reduce hasta que el ingreso llega a AUD$397 a la semana, momento en el cual Centrelink suspende los pagos), y la prueba de activos (el bono se empieza a reducir si los activos superan el valor de AUD$161.500 si no se tiene vivienda y cuando el valor llega a AUD$278.000 si se tiene vivienda). El bono Newstart es de AUD$210.45 semanal para personas solteras y varía dependiendo de si la persona tiene pareja o niños
El sistema en Australia se ha diseñado para apoyar a los ciudadanos sin importar que tanto tiempo hayan estado desempleados. Recientemente al Acuerdo de Actividades se le han incluido más requisitos para los pagos, como un sistema llamado trabaje para el dole (nombre coloquial del sistema) que requiere que las personas que reciben el bono por más de 6 meses hagan trabajo voluntario para alguna organización comunitaria con el objetivo de que el desempleado pueda aumentar su conocimientos y por lo tanto sus oportunidades de empleo. Otras alternativas a trabajar para el dole son estudiar de tiempo-parcial o capacitarse. El objetivo principal del Acuerdo de Actividades es mantener a la persona que recibe pagos de la seguridad social activa buscando empleo de tiempo completo.
Para aquellas personas que pagan arriendo de vivienda, los beneficios de desempleo se le complementan con un bono de arriendo cuando el arriendo semanal es más de AUD$45. El bono de arriendo se paga en proporción al valor del arriendo.